# 하라다촌 (시즈오카현 후지군)
하라다촌(原田村)은 시즈오카현 후지군에 있던 촌이다. 현재의 후지시 중심부의 북동쪽에 해당한다.

## 역사
- 1889년 4월 1일 - 정촌제 시행에 의해 후지군 하라다촌이 성립하였다.
- 1955년 2월 11일 - 요시와라시, 스도촌, 모토요시와라촌, 요시나가촌과 합병해, 새로운 요시와라시가 성립하여, 동일 하라다촌은 폐지되었다.

## 교통

### 철도
- 가쿠난 전차
  - 가쿠난 선

## 교통

### 도로
현재는 도메이 자동차도가 구촌 지역을 통과하고 있지만, 당시에는 미개통 상태였다.

## 참고문헌
- 『가도카와 일본 지명 대사전 22 静岡県』。